# Nodul rutier Florian
Nodul rutier Florian este un nod rutier situat în Marsilia, construit în anii 1960 pe autostrada A50 și reamenajat între 2016 și 2019 pentru a fi conectat la noua autostradă A507. Acesta cuprinde un ansamblu de bretele de intrare și ieșire dispuse în jurul unui sens giratoriu amplu, situat deasupra A50, și conectat la patru artere urbane.

## Localizare
Echizatorul este situat la limita dintre arondismentele 10 și 11 ale orașului Marsilia. Pe autostrada A50, poartă numărul 3.

## Drumuri deservite
- Autostrada A50 (autoroute Est), orientată vest-est, face legătura între Marsilia, Toulon și Nisa;
- Autostrada A507 (L2), în direcția nord, reprezintă centura ocolitoare a Marsiliei;
- RD2, cunoscută ca „Petite route d'Aubagne”:
- spre vest (Chemin de l'Armée-d'Afrique) către La Timone,
- spre est (Boulevard Mireille-Lauze) către La Pomme,
- spre nord (Avenue Désiré-Bianco) către cartierul Saint-Pierre,
- spre sud (Rue Dandré-Bardon și Avenue Florian) către Saint-Loup și RD8n (fosta RN8),
- spre sud-vest (Boulevard Mireille-Lauze) către Pont-de-Vivaux.